# Сиротин, Михаил Анатольевич
Михаил Анатольевич Сиротин (19 июня 1973 — 24 апреля 2013) — киргизский футболист, вратарь. Чемпион Кыргызстана (2001, 2002).

## Биография
Воспитанник футбольной школы фрунзенской «Алги». В 1992 году начал выступать в клубах высшей лиги Кыргызстана — «СКА-Алай» (Гульча), «Иссык-Куль» (Каракол).
В 1994 году играл в третьей лиге России за волгодонский «Атоммаш», провёл 14 матчей.
После возвращения в Кыргызстан выступал за «Ак-Марал» (Токмак) и «Ротор» (Бишкек), но не был в этих командах основным вратарём. В 1997—1999 годах играл за бишкекскую команду «АиК» / «Национальная гвардия», дважды (1997, 1998) становился бронзовым призёром чемпионата, но тоже играл не слишком часто. В 2000 году перешёл в «Дордой», где стал основным вратарём.
В 2001 году перешёл в «СКА ПВО», с которым в следующих сезонах стал двукратным чемпионом и двукратным обладателем Кубка Кыргызстана. Трижды (2001—2003) принимал участие в Кубках Содружества.
В начале 2003 года завершил спортивную карьеру.
Скончался 24 апреля 2013 года на 40-м году жизни.

## Личная жизнь
Брат Павел (род. 1967) также был футболистом и играл на позиции вратаря, выступал в клубах высшей лиги Украины.